# Dvâravatî
VIe siècle – XIe siècle
Entités précédentes :
- Fou-nan

Entités suivantes :
- Haripunchai
- Royaume de Lavo
- Supannabhum

Dvâravatî  est une civilisation Môn qui se développa du VIe au XIe siècle dans le centre et nord de la Thaïlande et le sud de la Birmanie. Il est encore incertain si le terme de Dvâravatî fait référence à une cité, un royaume, une entité géopolitique, une culture ou à tout cela à la fois.

## Histoire

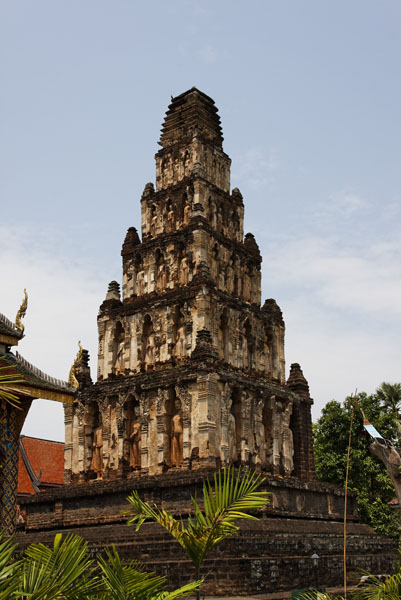
Le chedi principal du Wat Kukut de Lamphun (1218) est un exemple tardif de l'art de Dvaravati.

La fin de la confédération du Fou-nan (en anglais, Funan) permit l'établissement de différents royaumes dont celui de Dvâravatî, qui s'étendait dans la baie de Bangkok et la plaine centrale. Ses principales villes étaient Nakhon Pathom, Khu Bua, Lopburi, Si Thep et U Thong. Il était constitué de populations môn, premier peuple à majorité bouddhique de la péninsule indochinoise, qui aurait été converti au bouddhisme theravâda par des missionnaires indiens. On retrouve aussi chez lui des éléments de religion brahmanique (voir l'article Indianisation de la péninsule indochinoise).
La période de Dvâravatî correspond à l'introduction du bouddhisme depuis l'Inde dans cette région de l'Asie du Sud-Est, suivant les routes commerciales établies dès les premiers siècles de notre ère pour les bois précieux, les métaux et les denrées rares. La diffusion de la culture indienne a suivi les mêmes voies pour les langues (pāli, sanskrit) et les religions (hindouisme, bouddhisme - hīnayāna puis mahāyāna).
Le royaume de Dvâravatî devint vassal de l'Empire khmer à partir du Xe siècle. Émietté politiquement, il ne survécut pas à la triple pression birmane, khmère et thaïe et disparut, selon les auteurs, entre 1050 et 1200.
Les populations môns émigrèrent vers le nord de l'actuelle Thaïlande, dans la région de Chiang Mai pour y fonder un royaume (Haripunchai). Les manifestations culturelles de Dvâravatî disparurent du centre de la Thaïlande pour se prolonger dans les zones septentrionales jusqu'aux environs du XIIIe siècle.
La culture de Dvâravatî eut une grande influence, aussi bien sur celle de la Thaïlande que celle du sud de la Birmanie jusqu'au XVe siècle.

## La redécouverte de Dvâravatî
Cette redécouverte remonte au milieu du XIXe siècle : dans des textes de récits de voyageurs et pèlerins chinois, on releva le nom d'un royaume parmi beaucoup d'autres, celui de Duoluobodi, que des études philologiques complexes ont fait correspondre à Dvâravatî, une entité géopolitique située dans la partie centrale de l'Asie du Sud-Est.
Ce n'est que dans les années 1960 que l'on a découvert des témoignages archéologiques. On a pu traduire des légendes en langue môn sur de petites monnaies votives mentionnant le nom de Dvâravatî.

## Culture

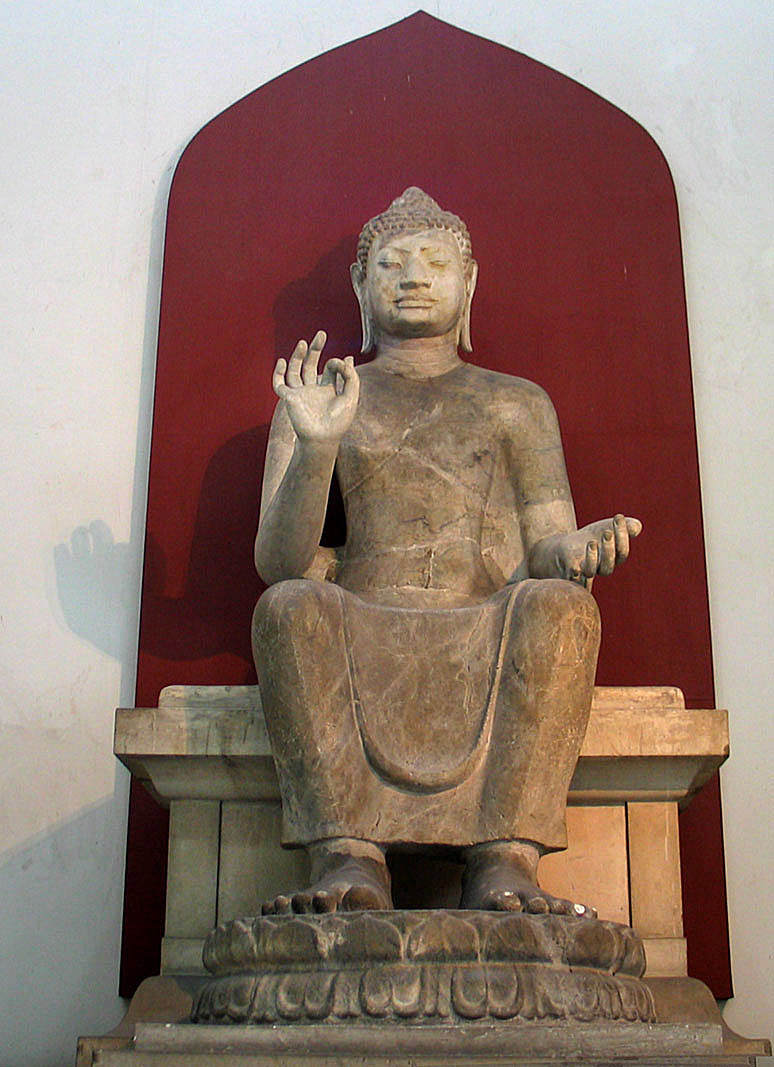
Bouddha dans le style de Dvâravatî, Nakhon Pathom, Thaïlande

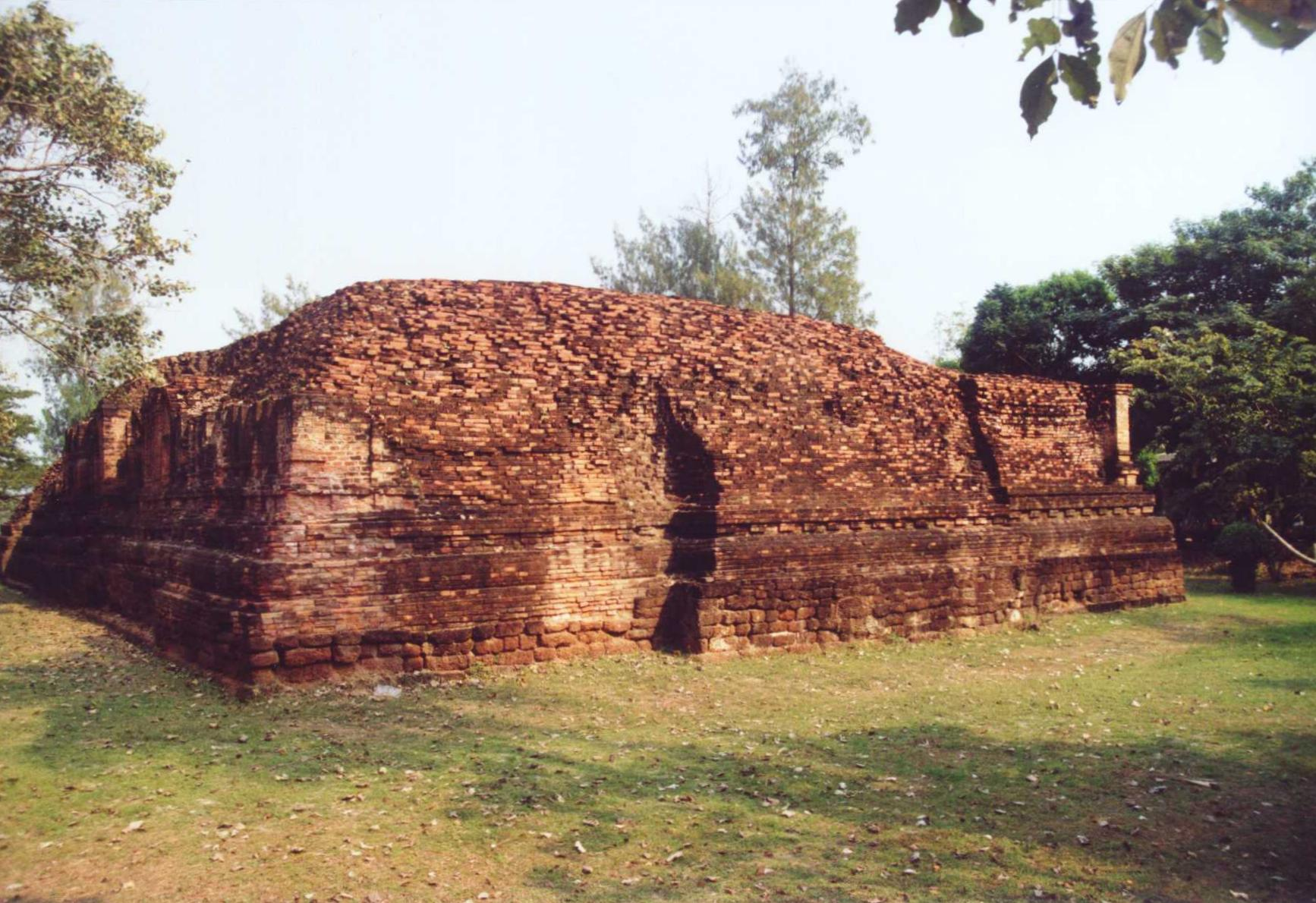
Reste d'un stupa Dvaravati à Khu Bua, Province de Ratchaburi

En Thaïlande, la culture de Dvâravatî est connue essentiellement par des sculptures religieuses. Il en reste peu de traces architecturales (vestiges de stûpas à Nakhon Pathom, Si Thep et Lamphun). Il s'agissait de stupas élancés, sur une base carrée, avec une partie centrale hémisphérique surmontée d'un pinacle annelé figurant des parasols (on peut en voir des représentations sur des bas reliefs et des sculptures). Il s'agissait aussi de grand bâtiments rectangulaires en brique dont ne subsistent aujourd'hui que les soubassements; ils supportaient probablement des sanctuaires.
Les Môns étaient des artistes qui excellaient dans la sculpture de la pierre, le stuc et la terre cuite, et dans une moindre mesure, dans le travail du bronze. Leur style étaient essentiellement influencé par les styles Gupta et post-Gupta, qui étaient florissants en Inde centrale et de l'ouest du IVe siècle au VIIIe siècle. Une des techniques très utilisée par les Môns est le moulage, pour répéter des images du Bouddha en terre cuite ou en stuc. Ces images étaient ensuite installées dans des niches pour décorer les bâtiments. On trouve également sur les soubassements de ces bâtiments des plaques narratives.
Le Bouddha classique du style de Dvâravatî présente une ligne de sourcils sinueuse, des yeux mi-clos et proéminents, un nez fort, des lèvres épaisses et bien dessinées. La chevelure est faite de grosses boucles en spirale accompagnées d'un ushnisha cylindrique. Il se tient le plus souvent debout, en position frontale, en Vitarka-Mudrâ, souvent des deux mains : l'index replié le long du pouce, il fait le geste de l'argumentation. La prédominance de ce Mudrā dans l'iconographie de Dvâravatî n'est pas clairement expliquée. Il est également fréquemment représenté en position assise dite "à l'européenne", c'est-à-dire les jambes pendantes. Au début de la période Dvâravatî, les statues montrent une triple courbure ou tribhanga, selon l'influence Gupta, contrairement aux sculptures plus tardives dont la posture est rigide et symétrique. 
Le manteau, très près du corps, collant, couvre en général les deux épaules, donnant l'impression d'une nudité asexuée.

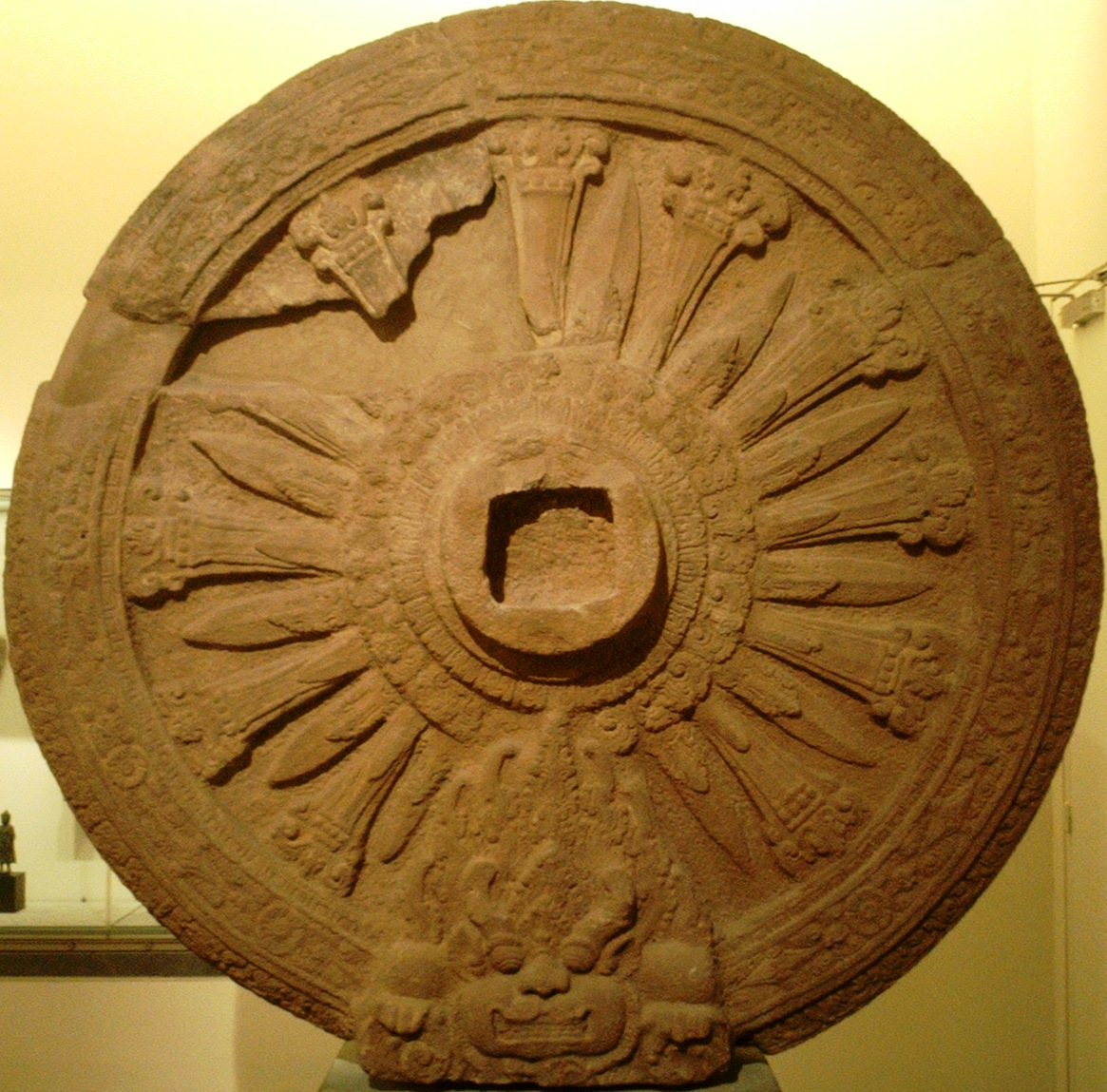
Dharmachakra dans le style de Dvâravatî, VIIIe siècle.
Roue en pierre, sculptée sur les deux facesMusée national des arts asiatiques-Guimet, Paris

Le Dharmachakra, la roue du Dharma, est également un motif particulièrement important. Ces roues de la loi, originaires de l'Inde, où on les trouve dès le IIIe siècle avant notre ère, étaient placées au sommet de piliers. Elles étaient décorées de motifs floraux (influence Gupta) et flanquées de représentations de gazelles placées sur la base de ces piliers, symbole aniconique du premier discours du Bouddha dans le parc aux gazelles de Sârnâth. Une particularité de ces roues de la loi dans l'art de Dvâravatî est que de petites sculptures étaient insérées, probablement dans le moyeu. Celles-ci représentaient le Bouddha et deux assistants surmontant un volatile extraordinaire.